# Western Digital
Western Digital Corporation (thường được gọi là Western Digital hay viết tắt là WDC hoặc WD) là công ty lưu trữ dữ liệu máy tính của Hoa Kỳ và là một trong những nhà sản xuất ổ đĩa cứng lớn nhất thế giới, cùng với Seagate Technology.
Western Digital Corporation có một lịch sử lâu đời trong ngành công nghiệp điện tử với vai trò là một nhà sản xuất vi mạch và công ty sản phẩm lưu trữ. Western Digital được thành lập vào ngày 23 tháng 4 năm 1970, bởi Alvin B. Phillips, một nhân viên Motorola, với tên gọi General Digital, ban đầu (và ngắn hạn) là một nhà sản xuất thiết bị kiểm thử MOS. Nó nhanh chóng trở thành nhà sản xuất bán dẫn chuyên dụng, với vốn đầu tư ban đầu được cung cấp bởi một số nhà đầu tư cá nhân và công ty công nghiệp khổng lồ Emerson Electric. Vào khoảng tháng 7 năm 1971, hãng chọn tên hiện tại và sớm giới thiệu sản phẩm đầu tiên, Western Digital WD1402A UART.

## Vấn đề
Các ổ cứng tự mã hóa của Western Digital đã được báo cáo là có lỗi nghiêm trọng và dễ dàng giải mã.